# (7835) Myroncope
(7835) Myroncope est un astéroïde de la ceinture principale.

## Description
(7835) Myroncope est un astéroïde de la ceinture principale. Il fut découvert le 16 juin 1993 à Catalina Station par Timothy B. Spahr. Il présente une orbite caractérisée par un demi-grand axe de 2,55 UA, une excentricité de 0,24 et une inclinaison de 13,0° par rapport à l'écliptique.

## Compléments